# Torsten Benkenstein
Torsten Benkenstein (* 25. Dezember 1979 in Jena) ist ein deutscher Trompeter und Interpret volkstümlicher Schlagermusik.

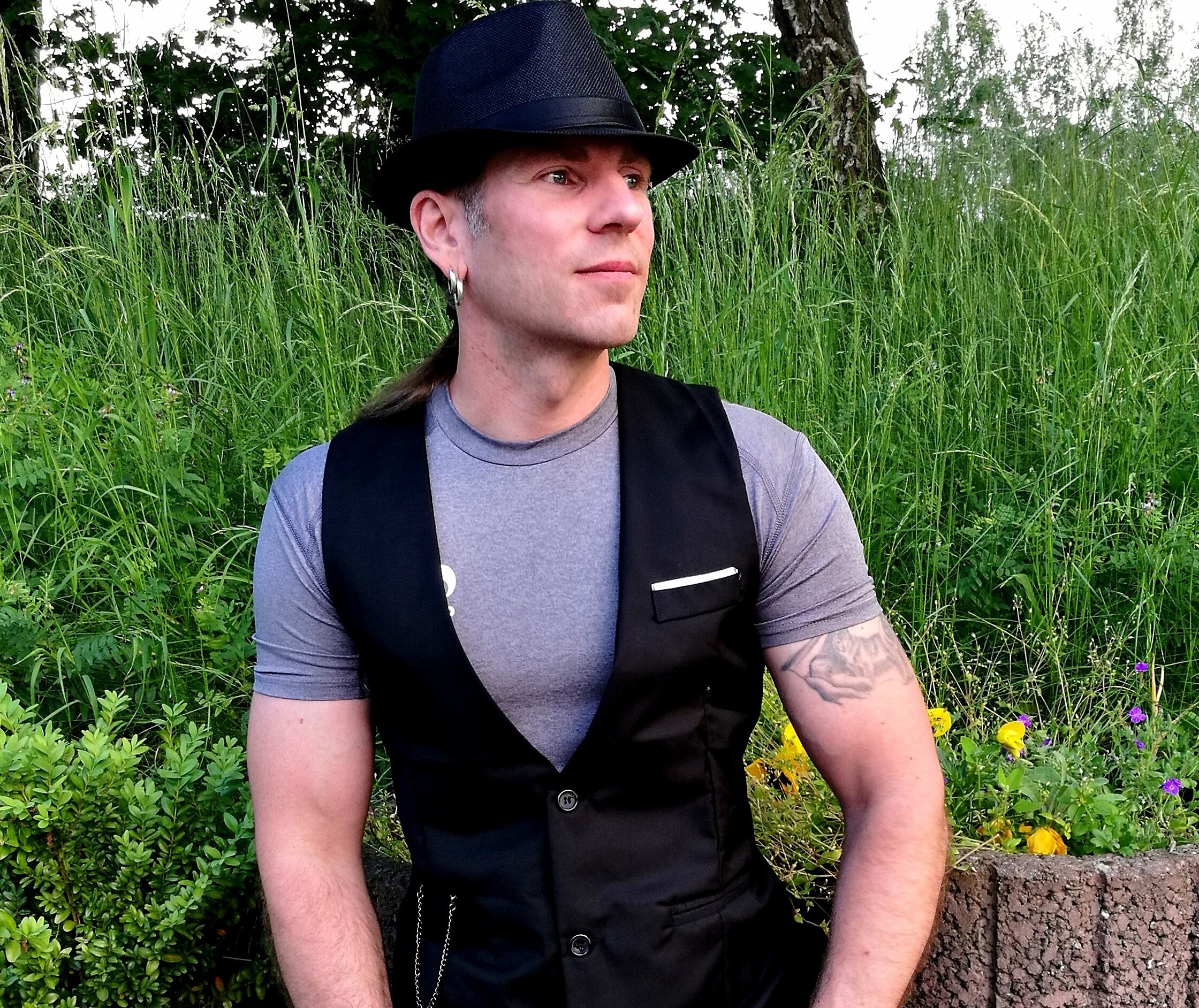
Torsten Benkenstein (2018)

## Leben
Torsten Benkenstein spielt seit seinem sechsten Lebensjahr Trompete. Mit elf Jahren absolvierte er die Aufnahmeprüfung an der Hochschule für Musik Franz Liszt Weimar, wo er bei Harry Haustein studierte.
Nach einer TV-Premiere bei Achims Hitparade 1991 im MDR beim Herbert-Roth-Nachwuchswettbewerb in Suhl trat er gemeinsam mit Regina Hellmann in seiner Kindheit als Trompetenkinder bis 1993 auf. Von 1993 bis 1998 war Torsten Benkenstein als Solo-Trompeter unterwegs und wurde mehrfacher Musikantenkönig sowie Bester Nachwuchsinstrumentalist 1997. 1994 erschien sein Solo-Debüt One Moment In Time, welches seinem behinderten älteren Bruder gewidmet wurde, der als Jugendlicher verstarb.
Günther Behrle entdeckte 1996 Torsten Benkenstein bei einer Fernsehaufzeichnung der Wernesgrüner Musikantenschenke des MDR und nahm ihn daraufhin unter Vertrag. Ebenfalls 1996 saß Torsten Benkenstein in der Jury von Herzklopfen kostenlos, welche sein Vater Dieter Benkenstein organisiert und nach Pößneck gebracht hatte. Dort traf Torsten Benkenstein auf die Teilnehmerin Katharina Herz. Für ein Duo Projekt mit dem Trompeter Torsten Benkenstein suchte Günther Behrle eine Sängerin. Dieter Benkenstein schlug dafür Katharina Herz vor, mit welcher der Song Addio 1998 veröffentlicht wurde.
Gemeinsam war das Duo aus Torsten Benkenstein und Katharina Herz von 1998 bis 2003 sehr erfolgreich: Sieg in Carolin Reibers ZDF-Hitparade, Sieg in der Superhitparade der Volksmusik 1998, Verleihung der Goldenen Stimmgabel 1999, dreimal Musikantenkaiser in Achims Hitparade.
2004 endete der Vertrag von Katharina Herz bei Produzent Günther Behrle, infolgedessen trat Torsten Benkenstein 2005 und 2006 mit der Sängerin Kathrin Raab auf.
Von 2007 bis 2020 widmete sich Torsten Benkenstein verschiedenen neuen musikalischen Projekten, probierte sich auch als Sänger in verschiedenen kleinen regionalen Bands aus.

2021 wurde er in das Projekt „Thüringer Allstars“ aufgenommen, welches gegründet wurde, um ein Zeichen für die coronabedingt sterbende Veranstaltungsbranche zu setzen.

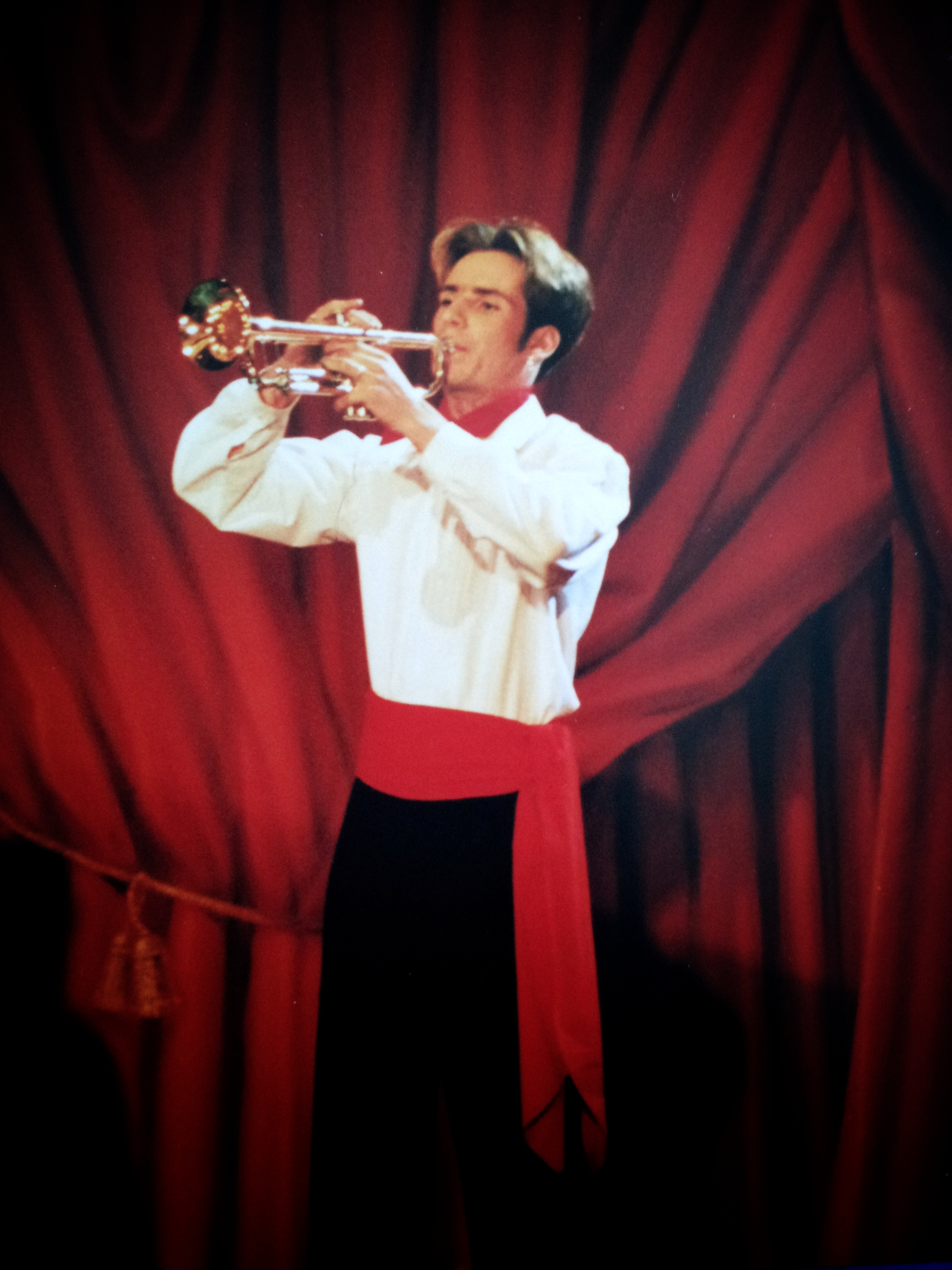
Torsten Benkenstein mit Trompete (1998)

## Diskographie (Studioalben)
- 1991 Regina & Torsten [2-Track Weihnachts-LP] (mit Regina Hellmann)
- 1993 Trompetenduo Regina & Torsten [MC] (mit Regina Hellmann)
- 1994 One Moment in Time (Soloalbum)
- 1998 Addio (mit Katharina Herz)
- 1999 Buona sera (mit Katharina Herz)
- 2001 True love – Deine Liebe (mit Katharina Herz)
- 2003 Spiel mir das Lied vom Abschied (mit Katharina Herz)
- 2006 Bring mir noch einmal die Heimat zurück 2006 (mit Kathrin Raab)